# Prima battaglia dell'Aisne
La prima battaglia dell'Aisne fu l'offensiva alleata portata contro l'ala sinistra della 1ª Armata tedesca di Alexander von Kluck e la 2ª Armata tedesca di Karl von Bülow, dopo che queste si ritirarono a seguito della Prima battaglia della Marna, dell'inizio del settembre 1914. L'offensiva ebbe inizio la sera del 13 settembre, dopo che i tedeschi si furono attestati a nord del fiume Aisne.

## Svolgimento
Quando le due armate tedesche giunsero sull'Aisne ricevettero rinforzi dalla 7ª Armata comandata da Josias von Heeringen, e si attestarono su posizioni difensive in preparazione già da qualche giorno sulla riva settentrionale del fiume, con le difese principali basate sulla cresta dello Chemin des Dames.
Arrivando, il 13 settembre, la 5ª Armata francese (comandata da Franchet d'Esperey), e la 6ª (agli ordini di Maunoury), sostenute dal Corpo di Spedizione Britannico, si lanciarono all'assalto, e così pure i giorni successivi, ma i contrattacchi tedeschi, affiancati da mitragliatrici ed artiglieria pesante, respinsero gli Alleati, che non disponevano sul posto dell'artiglieria sufficiente a battere le difese nemiche, e soffrivano di una grave carenza di munizionamento.
Durante questa battaglia la propaganda francese e i media alleati parlarono per la prima volta della Turpinite, una in realtà inesistente arma chimica che avrebbe causato grandi perdite nell'esercito tedesco.
In questi aspri combattimenti perse la vita il pittore tedesco August Macke, la cui breve ma intensa produzione artistica fu interrotta bruscamente il 26 settembre 1914.
I combattimenti cessarono il 28 settembre, quando divenne chiaro ad entrambe le parti che
la situazione non si sarebbe risolta con un attacco frontale; inoltre i francesi erano sotto pressione a Reims.
Prese il via quindi una serie di manovre di aggiramento reciproco (la "corsa al mare"), iniziata dal comandante in capo francese, Joseph Joffre, che mosse le sue forze verso nord e verso ovest con lo scopo di attaccare il fianco destro tedesco a Noyon.
Durante la guerra si combatté altre due volte sul fiume Aisne:
- la seconda battaglia dell'Aisne (aprile-maggio 1917).
- la terza battaglia dell'Aisne (maggio-giugno 1918).